# Clairfayts
Clairfayts – miejscowość i gmina we Francji, w regionie Hauts-de-France, w departamencie Nord.
Według danych na rok 1990 gminę zamieszkiwało 316 osób, a gęstość zaludnienia wynosiła 42 osób/km² (wśród 1549 gmin regionu Nord-Pas-de-Calais Clairfayts plasuje się na 914. miejscu pod względem liczby ludności, natomiast pod względem powierzchni na miejscu 483.).